# Cavendishia punctata
Cavendishia punctata är en ljungväxtart som först beskrevs av Hipólito Ruiz López, Amp; Pav. och J. St. Hilaire, och fick sitt nu gällande namn av Hermann Sleumer. Cavendishia punctata ingår i släktet Cavendishia och familjen ljungväxter. Inga underarter finns listade i Catalogue of Life.